# Цихелашвили, Датико Павлович
Датико Павлович Цихелашвили (12 января 1951, Нукус, Каракалпакстан — 9 октября 2000) — советский и российский криминальный авторитет, «вор в законе». Известен под прозвищем Дато Ташкентский.

## Биография
Датико Цихелашвили родился 12 января 1951 в Нукусе, Каракалпакстан. Этот регион был родиной его матери, узбечки по национальности. Отец будущего вора в законе был грузином. В 16 лет Дато с семьёй перебрались в Ташкент, там же 16-ти летний Цихелашвили был пойман за хищение государственной собственности. Из-за возраста, Дато посадили на 3 года в колонию для несовершеннолетних, но там Цихелашвили постоянно бунтовал и за это ему прибавили один год к сроку. После достижения 18-ти летнего возраста Цихелашвили был переведен в обычную тюрьму в городе Зарафшан.
В 1971 году Дато вышел на свободу, но меньше года спустя он вновь попал в тюрьму за умышленное нанесение тяжких телесных повреждений. В 1975 году Дато вышел на свободу и его короновали в Ташкенте. После этого Цихелашвили переехал в Москву и был принят в «Московскую братву». Но через пару месяцев Дато вернулся в Узбекистан и был задержан и осужден на 13 лет за изнасилование. В тюрьме Дато стал воровским судьёй, он разрешал конфликты между ворами и короновал новых.
В конце 1984 года Дато оказался в тобольской тюрьме, где ему пришлось разбираться в конфликте вокруг коронации дальневосточного авторитета Евгения Васина (Джем). Который позже возглавил организованную преступную группу «Общак» — одну из крупнейших в истории России.
В середине 1980-х годов известный вор Хасан попросил поддержки у Дато, так как оппоненты Хасана пытались его развенчать. В 1986 году Хасан встретился с Дато в Тобольской тюрьме. Дато выступил против влиятельных врагов Усояна и признал того вором в законе. Позже Дато был этапирован из Тобольской тюрьмы в Тулунскую.
В 1991 году Дато вышел на свободу и в честь этого события воры в законе объявили сходку, однако сходку разогнала милиция. На следующий день воровской сходки на пути следования губернатора Эдуарда Росселя подорвался припаркованный автомобиль. В 1990-х годах Дато Ташкентский был одним из самых влиятельных воров в законе. Он разрешал споры между ворами в законе и мог раскороновать провинившегося законника.
В январе 1998 года Дато был задержан в ресторане, отмечая свой день рождения. Через некоторое время Дато вышел на свободу и опять стал разрешать конфликты между ворами. К этому времени Дато считался главным судьей и самым авторитетным вором в Грузии.

## Смерть
Летом 2000 года Дато попал в Красногорскую больницу. Законник находился в плачевном состоянии, у него даже начала лопаться кожа на теле. Усилия врачей оказались тщетны, и 9 октября 2000 года Дато Ташкентский умер от остановки сердца. Дато Ташкентский был похоронен в Грузии на Вакийском кладбище.